# Little Man Tate (film)
Little Man Tate is een Amerikaanse dramafilm uit 1991. Actrice Jodie Foster debuteerde hiermee als filmregisseur en speelt zelf ook een van de hoofdrollen.

## Verhaal
Alleenstaande moeder Dede Tate (Jodie Foster) bevalt van een jongetje en noemt hem Fred. Al in de kinderstoel merkt ze dat hij anders is dan andere kinderen van zijn leeftijd wanneer hij het merkje van zijn eetbord opleest, terwijl hij nog amper kan praten. Als andere kinderen later spelen op het schoolplein, tekent Fred in zijn eentje een waarheidsgetrouw portret van een vrouw met krijt op de stenen. Tegen de tijd dat hij zeven jaar oud is, is hij een gevorderd dichter, pianospeler van competitief niveau en blijken zijn vaardigheden in wis- en natuurkunde schijnbaar grenzeloos. Leraren raden Tate daarom aan om haar hoogbegaafde zoontje klassen over te laten slaan, maar Fred kijkt zelf vooral op tegen de andere kinderen in zijn klas, die sociaal een stuk vaardiger zijn dan hij. Hij is alles voor zijn moeder, maar verder vrijwel altijd alleen. Dede laat hem als alleenstaande moeder daarbij vaak hele avonden alleen, omdat ze als serveerster in een bar werkt.
Jane Grierson (Dianne Wiest) staat aan het hoofd van het Grierson Institute, dat de meest hoogbegaafde kinderen uit het land bij elkaar zoekt en probeert vooruit te helpen in hun mogelijkheden. Het oog van haar assistent Garth Emmerick (David Hyde Pierce) is op Fred gevallen. Middels een powerpointpresentatie stelt hij hem voor aan Grierson als een van de potentieel nieuwe leerlingen die in aanmerking komen voor opname in het lesprogramma van het Grierson Institute. Niet alleen Freds uitzonderlijke gaven zijn hem opgevallen, maar vooral ook zijn vermogen om nieuwe dingen te begrijpen. Daarom sturen ze Dede een uitnodiging om Freds intelligentie verder te testen. Fred vindt de enveloppe van het Grieson Institute op de deurmat en leest de inhoud voor hij de brief aan zijn moeder geeft. Hij heeft boeken van Grierson gelezen over kinderen die zij verder geholpen heeft, zoals Damon Wells (P.J. Ochlan), de Math Magician ('de wiskunde-tovenaar'). Hoewel Dede het niet zo ziet zitten, is Fred al zo enthousiast dat ze erin toestemt om Grierson en Emmerick te ontmoeten.
Fred blijkt alles en meer te zijn van wat Grierson en Emmerick hoopten aan te treffen. Daarom doet zij Dede een voorstel. Grierson wil Fred graag drie weken meenemen naar haar huis in Virginia en hem van daaruit samen met vier andere geselecteerde kinderen aan Odyssey of the Mind laten meedoen. Dit is een evenement waar Grierson jaarlijks heen gaat met vijf kinderen, die samen met honderden andere kinderen uit heel het land tegen elkaar strijden in spelletjes waarmee het potentieel van hun intelligentie bekeken wordt door deskundigen. Dede moet er echter niet aan denken haar zoontje drie weken mee te laten gaan met een vreemde en weigert. Fred krijgt daarop last van nachtmerries waarin hij worstelt met zichzelf en verveelt zich mateloos op zijn reguliere basisschool. Hoewel hij eigenlijk geen verjaardagsfeestje wil, laat Dede hem uitnodigingen uitdelen aan zijn klasgenoten, maar niemand komt opdagen. Daarop belt ze Grierson met de vraag of Fred alsnog mee mag.
Wanneer Grierson, Emmerick en vijf hun vijf geselecteerde kinderen op weg gaan naar de Odyssey of the Mind, zit Fred tot zijn verbazing ineens samen op de achterbank met Wells, de Math Magician. Hij blijkt geen plezierig persoon, want hij voelt zich zo onbegrepen dat hij vrijwel altijd en tegen iedereen chagrijnig is. Met Freds bewondering kan hij niets. De andere drie kinderen blijken daarentegen aardiger. Aangenomen op het intelligentie-evenement zondert Fred zich in eerste instantie weer af. Hij is bang om zoals altijd raar gevonden te worden, totdat Grierson hem ervan overtuigt dat hier niemand hem vreemd zal aankijken. Wanneer hij weer mee naar binnen gaat, blijkt hij tijdens een wiskundequiz nog sneller de oplossingen op ingewikkelde vragen te weten dan Wells, die daar niet blij mee is. Grierson ziet Fred bovendien niet alleen Wells aftroeven, maar waar de andere hoogbegaafden vooral met zichzelf bezig zijn, ziet zij een uitzonderlijke gevoeligheid bij hem. Hij belt elke avond met zijn moeder en terwijl de andere kinderen buitenspelen, plukt Fred bloemen die Grierson 's avonds als bedankje op haar hoofdkussen terugvindt. Daarnaast ontdooit hij Wells een beetje wanneer ze samen in de paardenstal zijn en blijkt te begrijpen hoe het is wanneer bijna niemand weet wat je doormaakt als extreem hoogbegaafde. Wanneer Grierson Fred weer thuis afzet bij zijn moeder, beschouwt zij de expeditie als erg geslaagd. Dede kijkt thuis verbaasd op als Fred wordt gebeld door een vriendje dat hij schijnbaar gemaakt heeft.
Grierson is zo overtuigd van de zeldzaamheid van Freds intelligentie, dat zij hem mee wil nemen naar een hogeschool om hem daar een - beperkt - aantal lessen te laten volgen. Ze wil hem ondertussen bestuderen en een boek over hem schrijven, zoals ze eerder over onder andere Wells deed. Grierson dringt er bij Dede op aan dat ze Freds hoogbegaafdheid niet moet behandelen alsof het een ziekte is en het onderdrukken, maar hem juist alle ruimte moet geven die te ontplooien. Dede is niettemin bang dat Fred het risico loopt dan op zeker moment door te draaien. Ze laat Fred zelf beslissen. Met een heel plezierige ervaring net achter de rug, wil hij wel mee. Op de hogeschool komt Fred alleen niet tussen leeftijdsgenootjes terecht, maar tussen volwassen studenten. Die vinden hem allemaal grappig en aardig en kijken af bij hem tijdens de lessen kwantummechanica, maar van evenwaardige vriendschappen vindt hij er niet. Een student genaamd Eddie (Harry Connick jr.) neemt hem achter op zijn scooter mee naar een poolhal, maar ook Eddie heeft niet altijd tijd voor hem. Hij wil best af en toe tijd met Fred doorbrengen, maar heeft daarnaast ook volwassen vrienden en behoeftes. Langzaam maar zeker begint Fred te beseffen dat dit niet is wat hij wil. Hij mist de liefde en compassie van zijn moeder en het plezier hebben met mensen zoals die dat doorgaans doen, in plaats van altijd met intelligentiespelletjes.

## Rolverdeling
| Acteur            | Personage          |
| ----------------- | ------------------ |
| Jodie Foster      | Dede Tate          |
| Adam Hann-Byrd    | Fred Tate          |
| Dianne Wiest      | Jane Grierson      |
| David Hyde Pierce | Garth Emmerick     |
| Debi Mazar        | Gina               |
| Harry Connick jr. | Eddie              |
| P.J. Ochlan       | Damon Wells        |
| Michael Shulman   | Matt Montini       |
| Celia Weston      | Miss Nimvel        |
| George Plimpton   | Winston F. Buckner |